# Muljanka
Die Muljanka (russisch Мулянка), auch als „Obere Muljanka“ bekannt, ist ein 52 km langer linker Nebenfluss der Kama im europäischen Teil Russlands. Er fließt durch Perm und die umliegende Region Perm. Die Nähe der Stadtindustrie hat einen großen Einfluss auf die Flussökologie.

## Geographie
Die Länge der Muljanka ist 52 km, die Fläche ihres Flusssystems ist 460,7 km². Der Ursprung von Muljanka liegt in der Nähe der Stadt Perm.
Das Dorf Werchnije Mully (Ве́рхние Муллы́), eine der ältesten historischen Siedlungen in den Rändern des modernen Perm, liegt an den Ufern der Muljanka. Seit 1958 gehört es zum Stadtgebiet von Perm.
Dann fließt die Muljanka entlang des Randes des Tschernjajewski-Waldes und kreuzt die Permer Stadtbezirke Industrialny und Dserschinski. Im Dserschinski-Bezirk wird sie durch drei Brücken überspannt. Die neue, 248 Meter lange Brücke mit einer 7,4 Meter langen Fahrbahn auf der Stroitelei-Straße wurde 2006 weitgehend fertiggestellt.

## Schiffsverkehr
Muljanka ist nicht in der Liste von schiffbaren Flüssen der Region Perm enthalten, die aus Kama, Wischera, Sylwa und Tschussowaja besteht.

## Geschichte

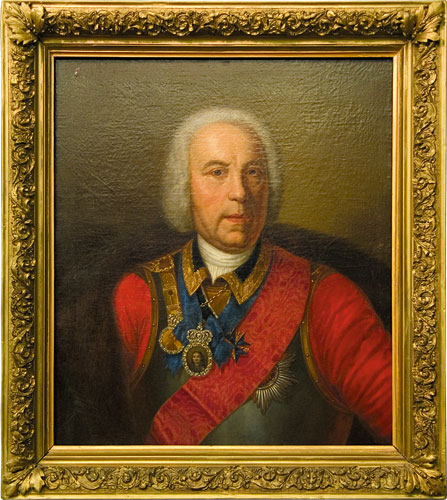
G. W. de Gennin

Anders als bei den meisten Flüssen der Region Perm, kamen die Namen der Oberen und der Niederen Muljanka vom persischen Wort „Molla“. Die Forscher der Geschichte der Perm-Region bringen es mit Tatarischen Prinzen Mametkul in Verbindung, der in der Region vor oder während der Herrschaft von Ivan IV. abrechnete und ein Imam war. Sein älterer Sohn, Urak-bey Mametkulow, lebte an der Oberen Muljanka und der jüngere Sohn, Irak-bej Sjundjuk-bej Mametkulow lebte an der Niederen Muljanka. Auf diese Weise sollen die Namen dieser Flüsse sowie der Dörfer Werchnije Mully und Nischnije Mully entstanden sein. Ältere Pre-Turkische Namen von diesen Flüssen waren verloren.
1722 nahmen Manager Georg Wilhelm de Gennin und Meister Zimmerman Proben des Kupfererzes von den Ufern der Muljanka. Die Testergebnisse bestätigten de Gennins Absicht, den Aufbau der Kupfer-Einschmelzfabrik zu beginnen, die die Grundlage der Stadt Perm bildete.

## Ökologie
Die Muljanka läuft entlang der Stadtgrenzen von Perm und wird durch Industrieabfälle, so an dem der Vorrat-züchtenden Bauernhöfe und Sägemühlen verschmutzt. Die Muljanka wird durch die angrenzende Ölraffinerie von JSC „LUKOIL-Permnefteorgsintez“ beeinflusst, welche 1958 in Betrieb genommen wurde.